# Алымова, Алёна Сергеевна
Алёна Сергеевна Алымова (укр. Альона Сергіївна Алимова; (род. 15 октября 1981, Жданов, УССР) — украинская актриса театра и кино. Режиссёр и клипмейкер.

## Биография
Алёна Алымова родилась в Мариуполе 15 октября 1981 года.  Отец — врач скорой помощи и автор рецензий на спектакли Мариупольского драматического театра, мать — преподаватель русского языка и литературы, телеведущая. Через несколько лет после рождения Алёны её родители развелись и мать переехала с ней из Мариуполя в Киев, где она начала изучать фарси в Киевской гимназии восточных языков №1. После окончания гимназии поступила в Киевский национальный университет культуры и искусств, где в 2006 году окончила факультет «Режиссура кино и телевидения». 
Дебютом её творческой карьеры стали съёмки в 2000 году, в короткометражном фильме «До востребования». Следующим опытом для неё стали съёмки в музыкальных клипах режиссёра Алана Бадоева. После окончания университета она поступила на службу в Московский драматический театр имени М. Н. Ермоловой. Первой её заметной ролью в кино стала роль Инги в телесериале «Джамайка» (2012).
Также Алёна Сергеевна реализовала себя как режиссёр. В её активе короткометражные фильмы «Лавстори», «Красивая женщина» и «Цабр». Лента «Красивая женщина», снятая в 2012 году, стала призёром Одесского кинофестиваля 2012 года, участником «New York film festival 2013», «Киношок Анапа» и «Кинофестиваля в Белграде». По сюжету библиотекарша влюбляется в изображение президента Виктора Януковича, которое начинает с ней разговаривать. Несмотря на отсутствие в фильме политического подтекста, после Евромайдана картина была запрещена к показу на Украине.

## Фильмография

### Актриса
| Год       |     | Русское название         | Оригинальное название            | Роль                                 |
| --------- | --- | ------------------------ | -------------------------------- | ------------------------------------ |
| 2000      | кор | До востребования         | Оригинальное название неизвестно |                                      |
| 2005      | с   | Возвращение Мухтара 2    | Оригинальное название неизвестно | Алёна, жена обворованного бизнесмена |
| 2005      | с   | Золотые парни            | Оригинальное название неизвестно | стюардесса                           |
| 2005      | с   | Развод и девичья фамилия | Оригинальное название неизвестно | Инга                                 |
| 2005      | ф   | Миф об идеальном мужчине | Оригинальное название неизвестно | Даша                                 |
| 2006      | с   | Возвращение Мухтара 3    | Оригинальное название неизвестно | Ольга                                |
| 2006      | с   | Кровавый круг            | Оригинальное название неизвестно | стюардесса                           |
| 2006      | с   | Театр обречённых         | Оригинальное название неизвестно | Галя Леско                           |
| 2007      | с   | Бывшая                   | Колишня                          | Саша                                 |
| 2007      | ф   | Если ты меня слышишь     | Якщо ти мене чуєш                | Маша, новая девушка Германа          |
| 2008      | ф   | Прикольная сказка        | Прикольна Казка                  | Принцесса Несчастного королевства    |
| 2008      | ф   | Доченька моя             | Донечко моя                      |                                      |
| 2008      | ф   | Химия чувств             | Хімія почуттів                   |                                      |
| 2010      | кор | Конченая                 | Оригинальное название неизвестно |                                      |
| 2010—2013 | с   | Ефросинья                | Оригинальное название неизвестно | Фрося                                |
| 2010      | кор | Мудаки. Арабески         | Оригинальное название неизвестно |                                      |
| 2012      | ф   | Маленькая танцовщица     | Little Dancer                    | Марина                               |
| 2012      | с   | Джамайка                 | Инга                             |                                      |
| 2012      | с   | Кузница звёзд 3          | Кузня зірок 3                    | Кристина                             |
| 2013      | с   | Поцелуй!                 | Оригинальное название неизвестно | Богдана                              |
| 2013      | с   | Женский доктор 2         | Жіночий лікар 2                  | Арина Белова                         |
| 2014      | с   | Брат за брата 3          | Оригинальное название неизвестно | Алиса                                |
| 2014      | с   | Гречанка                 | Оригинальное название неизвестно | Дочь Софьи                           |
| 2014      | с   | Пляж                     | Оригинальное название неизвестно |                                      |
| 2014—2017 | с   | Когда мы дома            | Коли ми вдома                    | Катя                                 |
| 2015      | с   | Никонов и Ко             | Ніконов і Ко                     | Лариса, подруга Кати Прасловой       |
| 2017      | ф   | Три миллиона евро        | Trys Milijonai Euru              | Симона                               |
| 2019      | с   | Подкидыш                 | Підкидьок                        | Вера, подруга Риты                   |
| 2021      | с   | Провинциал               | Провінціал                       |                                      |

### Видеоклипы
- 2005 — Виталий Козловский — «Холодная ночь» (реж. Алан Бадоев)

### Режиссёр
- 2012 — «Украина, гудбай!» (Красивая женщина)
- 2017 — «Диалоги»
- 2018 — «Цабр» (документальный)
- «Лавстори» (короткометражный)